# توان سیال
توان سیال (به انگلیسی: Fluid power) اصطلاحاً به استفاده از یک سیال –مایع یا گاز– برای انتقال توان از نقطه‌ای به نقطه‌ای دیگر گفته می‌شود. اساس هیدرولیک، استفاده از این یک روغن هیدرولیک (مایع) و اساس پنوماتیک استفاده از یک گاز برای این کار است.

## یادکرد منابع
1. ↑  جانسون، ۲۶۴.
2. ↑  جانسون، ۱.